# Kees de Ruijter (Karambolagespieler)
Cornelis (Kees oder Cees) Henricus Rochus de Ruijter auch de Ruyter (alte Schreibweise) (* 23. März 1925 in Waalwijk, Niederlande; † 10. Februar 1983 ebenda) war ein niederländischer Karambolagespieler in den klassischen Disziplinen Freie Partie und Cadre. Er ist der ältere Bruder von Henny de Ruijter, ebenfalls ein erfolgreicher Karambolagespieler.

## Karriere

### Kinderkarriere

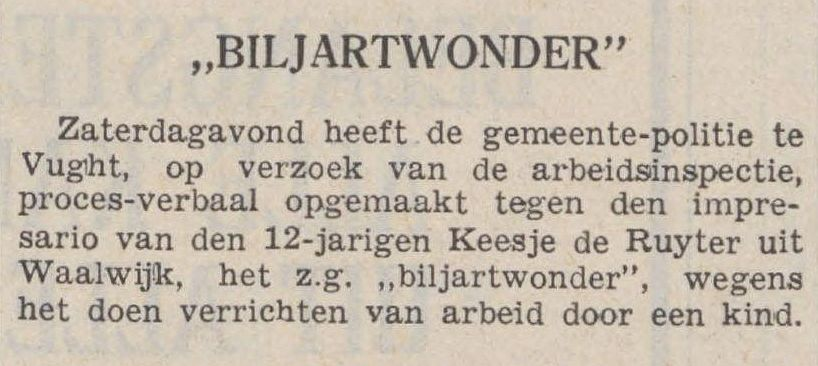
Anzeige über den „Wunderknaben“ im Algemeen Handelsblatt vom 8. Februar 1938

1934 hatte Drik de Ruijter, Kees' Vater, das „Café City“ am Markt von Waalwijk eröffnet und konnte dieses durch die Organisation von Turnieren aller Art in kurzer Zeit zu einem Billardzentrum ausbauen. Kees war vom Billard so fasziniert, dass er den Mut hatte, eines Morgens alleine ins Café zu gehen und zu spielen. So wurde er von seinem Vater buchstäblich „entdeckt“, der ihn daraufhin auch tagsüber spielen ließ. Weil er noch zu klein ist, muss sich der 11-Jährige oft auf den Billardtisch legen oder benutzt eine Kiste, auf die er sich stellt, um spielen zu können. Seine Stöße verblüffen viele Besucher des Cafés. Er macht fast jeden Tag Serien von über 100 in der Freien Partie, aber Kees scheut sich auch nicht vor Cadre. „Seine Massés und Piqués sind außergewöhnlich gut“, steht 1939 in De Telegraaf. Die anderen Spieler fanden es zunächst lustig mit dem „Manneke“ und lehrten ihn Technik, Kniffe und Tricks. Bald jedoch besiegte Keesje seine Lehrer. „Keesje - das Waalwijk-Billardwunderkind“, wie er damals genannt wurde, demonstrierte oft zusammen mit seinem Bruder Henny im Café seine Billardkünste. Die Waalwijker sollten ihn jedoch nicht lange für sich behalten können, denn bereits im Februar 1937 erschienen die ersten Artikel in den Regionalzeitungen über Keesje. Diese Berichte wurden bald von der nationalen, und auch internationalen, Presse aufgenommen und Einladungen zu Vorführungen aus dem ganzen Land kamen. Ende 1937 gab es auch eine Einladung zu einer Amerika-Tournee. Das war auch der Grund, warum Polygoon-Film kam, um 1937 Aufnahmen von ihm zu machen (s. Weblink). Als Ergebnis dieser Filme ließ der Vater Werbeprospekte für sein Unternehmen anfertigen, die auf der Rückseite Bus- und Zugfahrpläne enthielten. Anfang 1938 wurde gegen Drik de Ruijter eine erste Klage wegen „Kindearbeit unter 14 Jahren“ eingereicht und weitere Demonstrationen bis zur Vollendigung des 14. Lebensjahres verboten.

“Zaterdagavond heeft de gemeente-politie te Vught, op verzoek van de arbeidsinspectie,￼ proces-verbaal opgemaakt tegen den impresario van den 12-jarigen Keesje de Ruijter uit Waalwijk, het z.g. ‚biljartwonder‘, wegens het doen verrichten van arbeid door een kind.”

„Am Samstagabend hat die Stadtpolizei in Vught auf Ersuchen des Arbeitsinspektorats einen offiziellen Bericht gegen den Impresario des 12-jährigen Keesje de Ruijter aus Waalwijk verfasst, das sogenannte ‚Billardwunder‘, bei dem ein Kind Arbeit verrichten soll.“

Als Keesje diesen gefeiert hatte und wieder Einladungen kamen, wurde eine Klage wegen „Jugendarbeit unter 18 Jahren nach 20:00 Uhr“ eingereicht. Das Urteil folgte 1939: Keesjes Billardspiel wurde vom Richter nicht als „Arbeit im Sinne des Gesetzes“ angesehen. Die Staatsanwaltschaft legte Berufung ein, die jedoch im Januar 1940 vom Obersten Gerichtshof abgelehnt wurde. 1939 wurde Keesje eingeladen, eine Reihe von Demonstrationen in Argentinien durchzuführen. Infolgedessen reiste Polygoon erneut nach Waalwijk und nahm ihn erneut auf, diesmal zusammen mit Henny.
Vom Vater sorgfältig geplant, führt eine Tour durch die Niederlande, von Groningen und Den Helder über Vlissingen nach Roermond, von Zwolle nach Maastricht und durch mehrere kleinere Orte. Dies blieb auch im Ausland nicht ohne Kritik, so schreibt die „Sumatra Post“ vom März 1940 unter dem Titel „Was Keesje pro Woche einbringt“, dass er über vierzig Gulden (heute mehr als dreihundert Euro) pro Nacht verdient.
Neben dem Billard arbeitet Kees im Café seines Vaters. Im Juli 1950 bricht er nach Amsterdam auf, um Manager eines Billardsalons zu werden, dann packt ihn das Heimweh und ist einen Monat später wieder in Waalwijk. Auch weitere Übernahmen von anderen Cafés an anderen Orten enden schließlich immer wieder in seiner Heimatstadt, in der er dann 1964 das eigene „Café Kees de Ruijter“ in der Grotestraat eröffnet, heute von seinem gleichnamigen Sohn betrieben.

### Erste Erfolge

#### Nationale Meisterschaften
1942 wurde Kees Mitglied des Niederländischen Billardverbandes. Wegen seines starken Spiels wurde er sofort an das Matchbillard der zweiten Klasse versetzt; Er durfte jedoch erst an Meisterschaften teilnehmen, als er seinen 18. Geburtstag gefeiert hatte. Kurz vor diesem Tag gewann er jedoch ungeschlagen die Brabanter Vorrundenspiele für die niederländische Meisterschaft der 2. Klasse am Turnierbillard (kleiner Tisch) im Cadre 35/2. Die Offiziellen des Koninklijke Nederlandse Biljartbond (KNBB) gaben ihm die Erlaubnis am Finale in Amsterdam teilzunehmen, wo er die Bronzemedaille gewann. 1944 wurde er niederländischer Meister in der gleichen Disziplin in der 1. Klasse und erregte sofort Aufsehen, als er ein Match mit einer Serie von 400 beendete. Am 25. November 1951 wurde de Ruijter erneut niederländischer Meister und verbesserte seine eigene Rekordhöchstserie auf 487. Unmittelbar danach fand eine Zeremonie ihm zu Ehren statt, für die sogar der Bürgermeister von Hengelo angereist war.
Von 1949 bis 1963 stand er bei der nationalen Freie-Partie-Meisterschaft fast durchgehend auf dem Podium, davon neun Finalteilnahmen mit fünf Goldmedaillen. In den Cadredisziplinen war Altmeister Piet van de Pol sein größter Konkurrent, später dann Neuling Cees van Oosterhout.

#### Internationale Meisterschaften
Am 5. Februar 1950 war die Sensation noch größer, Kees wurde ungeschlagener Europameister im Cadre 47/2 in St. Etienne (Frankreich). Als er einige Tage später in Waalwijk eintraf, wurde er von vielen begeisterten Einwohnern empfangen. Nach einer Zeremonie begleitete eine Kapelle ihn zum De-Ruijter-Haus. Die Fassade des väterlichen Cafés wurde in grünen Neonbuchstaben mit dem Text „Café Kees de Ruijter“ versehen. Ein paar Monate später, am 1. Mai, erhielt Kees seinen zweiten Europameistertitel, in Wien wurde er Europameister in der Freien Partie. Als Titelverteidiger nahm Kees im Januar 1951 an der Cadre-47/2-Europameisterschaft in Waalwijk teil, wo er den 3. Platz belegte.

##### Freie-Partie-WM 1950 in Madrid
Kees war mit der Freie-Partie-Weltmeisterschaft in Madrid nicht zufrieden. Das Turnier wurden im vierzehnten Stock eines Hotels abgehalten. Am Anfang lief es sehr gut. Die Niederländer spielte die ersten drei Partien mit durchschnittlich 74,00. Danach fiel die Leistung jedoch schnell, Kees selbst sagte dazu: „Weder Dufetelle, noch Gabrlëls, noch van Hassel, noch ich selbst, hatten eine Chance gegen Pedro Leopoldo Carrera ('Argentinien), Joaquín Domingo oder Rafael Garcia (beide Spanien). Und zwar aus dem einfachen Grund, weil die bekannten Regeln der Freien Partie nicht auf sie angewendet wurden, sondern nur auf uns. Das ist ein Skandal, weshalb Van Hassel, Dufetelle, Gabriels und ich beschlossen haben, gegen diese Methode zu protestieren. Wir werden nie wieder an Wettbewerben in Spanien teilnehmen.“
Bei den französischen, belgischen und niederländischen Vertretern wurden die geltenden Vorschriften angewandt. „Es ist definitiv falsch zu behaupten, dass Garcia, Dominco und Carrera so viel stärker waren“, sagt De Ruyter, sie sind nicht stärker als der Rest, aber es war eine Selbstverständlichkeit, dass wir das vorbringen durften. Und leider gab es nichts dagegen zu tun. Es ist verständlich, dass für uns die Nettigkeit bald vorbei war.
Wir gehen davon aus, dass der Protest auf der nächsten Sitzung der „International Billiard Federation“ behandelt wird und dass Spanien nicht mehr die Möglichkeit erhält, eine Weltmeisterschaft auszurichten. Laut De Ruyter. Infolgedessen wird die A.N.P. vom KNBB darüber informiert, dass ein Bericht über den Vorfall von De Ruyter eingegangen ist.

##### Freie-Partie-WM 1953 in Vigo
Wegen eines Streits zwischen dem niederländischen Dachverband (KNBB) und der spanischen Real Federación Española de Billar (RFEB) über die Reisekosten wurde de Ruijter seitens des KNBB die Teilnahme an der Freie-Partie-Weltmeisterschaft 1953 in Vigo untersagt.

### Gastwirt
Nachdem er viele Jahre im Café seines Vaters gearbeitet hatte, ging Kees de Ruijter Mitte Juli 1950 nach Amsterdam, wo er Leiter des Café-Restaurant-Billardzentrums „Dubois“ an der „Ceintuurbaan“ wurde. Sein Heimweh trieb ihn jedoch Ende August nach Waalwijk zurück. Nach seiner Hochzeit 1952 beschloss er, das Café „Aux Quatre Saisons“ in Maastricht zu leiten. In Maastricht hatte Kees länger ausgeharrt als in Amsterdam, aber wieder einmal gewann seine Sehnsucht nach Waalwijk und Ende 1954 kehrte er zurück. 1959 hatte er die Möglichkeit, ein Café in Ulvenhout zu übernehmen und Kees beschloss, das Angebot anzunehmen, aber schon im folgenden Jahr erwies sich das Heimweh als zu groß und die Familie kehrte endgültig nach Waalwijk zurück. 1964 eröffnete er 147 das „Café Kees de Ruijter“ auf der „Grotestraat“.
Mitte der 1960er-Jahre wurde eine seltene Muskelerkrankung bei ihm diagnostiziert, die das Ende seiner aktiven Billardkarriere bedeutete und es ihm schließlich unmöglich machte, als Gastwirt zu arbeiten. Um trotzdem noch dem Billard verbunden zu bleiben, begann er den Handel mit Billardartikeln und gab ab und zu Unterricht. Er starb 1983 mit nur 57 Jahren.

## Erfolge

### International
- Freie-Partie-Europameisterschaft:  1950  1951/1, 1951/2
- Cadre-45/1-Europameisterschaft:  1950  1948, 1951
- Cadre-47/2-Europameisterschaft:  1948

### National
- Niederländische Freie-Partie-Meisterschaft:  1951–1954, 1956  1950, 1955, 1961, 1963  1949, 1957
- Niederländische Cadre-45/2-Meisterschaft:  1945, 1947
- Niederländische Cadre-47/2-Meisterschaft:  1951  1950, 1953, 1960  1949, 1954, 1955
- Niederländische Cadre-71/2-Meisterschaft:  1954  1955  1950, 1951, 1953

Quellen: 

## Ehrungen
- Im Jahr 2004 wurde er in die Ehrengalerie von „Holland Sport“ aufgenommen.[3]
- Waalwijk ehrte die Brüder mit der Benennung der „Kees en Henny de Ruijterstraat“.⊙